# Aristoteles
 Denne artikel omhandler en græsk filosof. Opslagsordet har også en anden betydning, se Aristoteles (månekrater).
Aristoteles (græsk: Ἀριστοτέλης Aristotélēs; født 384 f.Kr., død 322 f.Kr.) var en græsk filosof. Han og Platon regnes for dem, der har haft størst indflydelse på den vestlige verdens tanker.

## Biografi
Aristoteles blev født i den joniske havneby Stagira på den makedonske kyst. Han kom fra en familie af læger; hans far Nikomachus var hoflæge for det makedonske kongehus og døde tidligt i sønnens liv. Hans mor Phaestis skal også være død tidligt; hun kom fra byen Chalkis på øen Euboea, hvor hendes familie havde ejendomme. Proxenus fra Atarneus, som var gift med Aristoteles' storesøster Arimneste, blev drengens værge. Da Aristoteles var 17 år, sendte Proxenus ham til Athen for at tage en højere uddannelse. Han var elev på Platons akademi i 20 år. Mod forventning blev han ikke Platons efterfølger som leder af Akademiet. Til forskel fra Platon, som anså den fysiske verden som en flygtig og ufuldstændig gengivelse af den fuldkomne ideernes verden, anerkendte Aristoteles verdens fysiske virkelighed og mente, at vi kan stole på sanserne som vore primære kilder til viden. Han ønskede at nærme sig naturen med åbent sind for at lære den at kende.
Aristoteles rejste til kysten af Lilleasien for der at fortsætte sit filosofiske arbejde. Han foretog også indgående studier af dyrelivet og udviste hele sit liv en levende interesse for naturen. Aristoteles var uhyre produktiv. Af hans omkring 200 værker, findes i dag kun 31 bevaret. I 343 f.Kr. inviterede kong Filip ham til Makedonien for at undervise sønnen, den senere Alexander den Store. Efter kong Filips død i 335 f.Kr. rejste Aristoteles tilbage til Athen og grundlagde sin egen skole, Lykeion. Samme år døde hans kone Pythias og efterlod ham datteren, der som sin mor hed Pythias. Senere indledte han et forhold til Herpyllis. Hun var som han selv fra Stagira. Muligvis levede han også sammen med en slavinde, han havde fået foræret af det makedonske hof. Parret fik børn som sønnen Nikomachus, opkaldt efter Aristoteles' far.
I Lykeion indrettede Aristoteles et bibliotek i lejede bygninger. Han organiserede større fælles forskningsopgaver som indsamling af 58 græske bystatsforfatninger. I dag er kun Athens forfatning bevaret. I mellemtiden var Makedonien under kong Filip blevet en stormagt, der havde sikret sig lederskabet i Grækenland. Efter Alexander den Stores død i 323 f.Kr. blussede grækernes modvilje mod makedonerne op. Aristoteles kunne som følge af sin nære tilknytning til det makedonske kongehus ikke længere føle sig tryg i Athen. Han flyttede til sin mors hjemegn Euboea, hvor han døde.

## Filosofi
Aristoteles er især kendt for sit værk Metafysik, hvori han undersøger og opstiller helt grundlæggende begreber.

### Forandringens og bevægelsens natur
En væsentlig del af Aristoteles' filosofi er hans udredning af forandringens og bevægelsens natur. Når noget forandrer sig, må det nødvendigvis forandre sig til det modsatte. Altså når x forandrer sig, må det nødvendigvis forandre sig til noget, der kan betegnes som ikke-x, da der ellers ingen forandring ville finde sted. Et eksempel er, at hvis en genstand i hvile forandrer sig, da må det være det samme som at sige, at den begynder at bevæge sig. Og hvis noget forandrer farve og derved bliver grønt, da må den have forandret sig fra noget, der ikke er grønt, for at genstanden overhovedet kunne forandres til at blive grøn.
At forstå en forandring er ifølge Aristoteles at forstå dens årsager, og han beskriver fire forskellige slags:
1. Den materielle årsag (causa materialis)
2. Den formelle årsag (causa formalis)
3. Den bevirkende årsag (causa efficient). Svarer til den moderne naturvidenskabelige kausal årsag
4. Den intentionelle årsag (causa finalis). Svarer til den humanistiske intentionelle årsag

Enteleki (fra græsk ἐντελέχεια "virkeliggørelse", "fuldstændiggørelse") er et af Aristoteles udviklet begreb, der angiver en virkeliggørelse af noget, som tidligere kun var en potentiel mulighed.
Disse begreber blev grundlæggende for den middelalderlige teleologi, og de får stadig meget opmærksomhed.

### Begreber
Aristoteles mildnede Platons ganske idealistiske position i sin abstraktionslære, idet han i stedet for at tale om fænomener som forvrængede afspejlinger af ideerne i stedet talte om materie og form, som gennem sammensmeltning bliver til virkelighed: formen er derfor iboende stoffet.
Han var dog realist med hensyn til almenbegreberne, da han mente, at erkendelse kun var mulig, hvis det almene havde eksistens. Men for Aristoteles var denne eksistens ikke uafhængig af enkelttingene - substanserne - som må findes; derved får de prioritet i forhold til det almene, således at universalierne bliver en slags "anden substans". Ideen og den perciperede genstands væren falder sammen i objektet (universale in re) og bliver først adskilt ved en intellektuel akt.
Aristoteles fremførte følgende argumenter imod, at Platons ideer skulle have en uafhængig eksistens:
- Ideerne var uforanderlige og kunne derfor ikke forklare forandring
- Forestillingen om ideernes uafhængige eksistens ville føre til en unødig fordobling af genstandene i verden
- For at kunne vurdere ligheden mellem ideen "menneske" og et individuelt menneske, ville man få brug for et andet menneske som målestok (argumentet "det tredje menneske"), og man ville få en "uendelig regres". Betingelserne vil aldrig høre op

Pointen er så, at vi som mennesker også har disse guddommelige former i vores intellekt. Vores opgave bliver derfor at studere verden for at blive opmærksom på den "guddommelige logik/system" (logos). En iagttager kan således finde de unikke egenskaber ved at studere medlemmer af den samme art og erkende fællestrækkene mellem de enkelte medlemmer. Eksempelvis har et egetræ mange fællestræk med tidligere generationer af egetræer: det besidder dermed en egelighed. Iagttageren kan derfor studere egetræer og intellektuelt erkende egetræers egelighed, altså erkende almenbegrebet gennem en deduktiv metode. Aristoteles regnes på denne baggrund som grundlægger af den realistiske skole.

### Etik og psykologi
Aristoteles etik er fremsat i tre bøger: Den nikomakhæiske etik, Den eudaimoniske etik og Magna Moralia. De er samlet af hans elever. Den nikomakhæiske etik er efter overleveringen af hans søn Nicomachus.
Hans etik fremsætter den første dydsetik. Målet for livet er lykke, eudaimonia. Vi opnår dette ved at have en god karakter. Denne består af dyder. En dyd er det karaktertræk, der ligger et sted imellem to ekstremer. At besidde mod ligger således mellem det at være en kujon og det at være overmodig.
Mennesket er selv ansvarligt for sin karakter.
Etikken er som en medicin for sjælen.
Det pædagogiske begreb protreptik er forbundet med Aristoteles etik.
Det psykologiske paradoks Buridans æsel stammer fra Aristoteles.

### Politik
Begrebet autarki stammer fra Aristoteles. Det betyder selvforsyningsøkonomi og var ifølge hans værk Politikken et ideal, det var vigtigt at prøve at opnå.
Oligarki er også et begreb, der stammer fra Aristoteles.

### Retorik
Aristoteles' retorik er en klassisk tekst inden for den vestlige filosofi, skrevet af den græske filosof Aristoteles. "Retorik" er et værk, der systematisk udforsker kunsten at overtale og overbevise gennem tale. Teksten består af tre bøger og er en grundlæggende kilde til forståelse af retorikens principper.
Aristoteles definerer retorik som "den færdighed, der består i at kunne finde de midler, der vil overbevise i hvert enkelt tilfælde." Han ser retorik som en praktisk færdighed, der sigter mod at påvirke og overbevise andre.
De tre appelformer etos, logos og patos stammer fra Aristoteles. Aristoteles identificerer således tre primære talegenrer eller appelformer: ethos, pathos og logos. Ethos fokuserer på talerens karakter og troværdighed, pathos appellerer til følelser, og logos handler om at bruge logik og argumentation.

### Naturvidenskab
Ideen om en scala naturae blev udviklet af Aristoteles. Han klassificerede dyrene på en hierarkisk måde, hvilket bl.a. byggede på indsamlinger foretaget af Alexander den Store, og var med til at give ham betegnelsen zoologiens fader. Dette var grundlaget for klassifikationen af dyr i over 2.000 år.
Aristoteles var af den overbevisning, at alt i hele verden er opbygget af de fire elementer jord, ild, luft og vand. Han bekræftede sin opfattelse ved blandt andet at se på træs forbrænding. Når træ brænder, kommer ilden frem, og luften forsvinder som røg, hvor også vandet forsvinder fra det brændende træ, indtil der kun er jorden, i form af aske, tilbage. Dog anså Aristoteles denne antagelse af utilstrækkelig, derfor tilførte han et femte element. Dette element var mere ukendt og åndeligt. Aristoteles mente, at dette femte element hverken kunne berøres eller ses, men udgjorde det ukendte, som de fire elementer var for utilstrækkelige til at kunne forklare.
Han sluttede sig til datidens geocentriske verdensbillede. Han er også kaldt "videnskabens fader".

### Logik og metode
Aristoteles opfandt den induktive-deduktive metode, der blev videreudviklet af Francis Bacon.
Hans syllogistiske logik var standard helt til 1879, hvor Gottlob Frege udgav sit Begriffsschrift.

## Aristoteles' skrifter
Aristoteles forfattede to typer skrifter:
- Skrifter beregnet for publicering, for det meste dialoger. De blev læst af mange i hellenistisk tid, men findes i dag kun som fragmenter.
- Afhandlinger, der ikke var beregnet på noget publikum. Aristoteles arbejdede med disse hele sit aktive liv.

Efter Aristoteles' død blev hans skrifter overtaget af hans nære ven og medarbejder Theofrastos, som testamenterede den til Neleus, der skulle overtage ledelsen af skolen i Athen. Imidlertid valgte skolens medlemmer en anden leder, og Neleus tog biblioteket med til byen Skepsis i Lilleasien, hvor han slog sig ned. Hans efterkommere arvede hans bibliotek, men havde ingen interesse i det og passede dårligt på skrifterne, til de blev reddet af Apollikon (død 85 f.Kr.), som købte dem og bragte dem tilbage til Athen. Men da romerne året efter indtog Athen, sendte de skrifterne til Rom, hvor de blev sat i stand af grækeren Tyrannion. Skrifterne kunne meget nemt være gået tabt. I så fald havde middelalderens og den moderne tids tænkning udviklet sig ganske anderledes.
Tyrannion gjorde skrifterne tilgængelige for Andronikos fra Rhodos,  der omkring 60 f.Kr. fuldførte en redigeret udgave af Aristoteles' skrifter. De blev læst og kommenteret af mange, ikke mindst Alexander fra Afrodisias  og nyplatonikere. Der opstod også en byzantinsk kommentatortradition, der holdt sig indtil den muslimske magtovertagelse af det østromerske rige i 1453. Nyplatonikerne overtog mange begreber fra Aristoteles, ikke mindst i læren om sjælen; men fastholdt den platonske tanke om sjælens udødelighed. De betragtede Platon som teologen, mens Aristoteles blev anset som logiker og naturfilosof. I det nyplatonske studieprogram for nye studenter indgik normalt et grundstudium af Aristoteles, fulgt af et studium af Platon som en indvielse i "de højere mysterier". Via nyplatonismen fik Aristoteles indvirkning på kristen tænkning. Han blev læst af flere græske teologer, og i Syrien oversatte munke ham til syrisk. Kristne munke oversatte hans skrifter til arabisk, hvad der igen fik indvirkning på arabisk middelalderfilosofi.
De vigtigste af de overleverede skrifter er:
| ‚Organon‘                            | Theoretisk videnskab                       | Praktisk videnskab          | Poetisk videnskab |
| ------------------------------------ | ------------------------------------------ | --------------------------- | ----------------- |
| Kategorier (Cat.)                    | Metafysik (Met.)                           | Den nikomakhæiske etik (EN) | Retorik (Rhet.)   |
| De interpretatione (Int.)            | Physik (Phys.)                             | Den eudemische etik (EE)    | Poetikken         |
| Analytica priora (An. pr.)           | De anima (An.)                             | Politik (Pol.)              |                   |
| Analytica posteriora (An. post.)     | Historia animalium (HA)                    |                             |                   |
| Topik (Top.)                         | De generatione et corruptione (Gen. corr.) |                             |                   |
| De sofistiske slutninger (Soph. el.) | De generatione animalium (GA)              |                             |                   |
|                                      | De partibus animalium (PA)                 |                             |                   |

## Indflydelse
Aristoteles har haft en uvurderlig påvirkning i den vestlige historie og tænkere som eksempelvis Augustin. Hans skrifter kom til Vesten i to etaper, den første via romeren Boethius, som havde studeret i Athen eller Alexandria og følgelig kunne græsk, men selv skrev på latin. Han var den første, der formidlede aristotelisk logik på latin. Han har nok planlagt at oversætte alle Aristoteles' skrifter til latin, men nåede kun at få de fleste logiske skrifter oversat. Han oversatte også Isagoge, en indledning til Kategorierne forfattet af nyplatonikeren Porfyrios. Takket være Boethius' oversættelser blev aristotelisk logik en vigtig bestanddel i den tidlige middelaldertænkning; men anden påvirkning fra Aristoteles var stærkt begrænset, da man ikke kendte hans øvrige værker. Boethuis' oversættelser fik betydning for universaliestriden og debatten om logikkens rolle i teologien som Anselm af Canterburys gudsbevis.
I østkirken var Aristoteles' skrifter derimod kendt og studeret fra tidlig kristen tid. Munke oversatte dem fra græsk til syrisk, persisk og arabisk. Det stimulerede til dannelsen af en arabisk kommentatortradition stærkt påvirket af nyplatonismen. I 1100-tallet blev skrifterne om logik, naturfilosofi, metafysik og etik tilgængelige også i Vesten. En hårdnakket myte hævder, at Vesten fik Aristoteles’ skrifter fra arabiske oversættelser, der blev oversat til latin i Spanien. I virkeligheden blev de kun anvendt, når man manglede oversættelser fra græsk til latin. De fleste var oversat direkte fra græsk, med den græske sætningsbygning bevaret så vidt muligt. Deraf fremkom et ret opstyltet og uidiomatisk latin. Men de arabiske tekster gik omvejen ad syriske oversættelser og stod altså to skridt fra den græske original. Følgelig blev græsk-latinske oversættelser foretrukket, i det omfang de fandtes.
Ud fra de fåtallige, overleverede manuskripter ser det ikke ud til, at Aristoteles i nogen større grad blev studeret i 1100-tallet. Interessen var størst for de nye oversættelser, kaldet "den nye logik" (Boethius’ oversættelser blev kaldt "den gamle logik"). Men omkring år 1250 blev interessen for Aristoteles for alvor vækket. De vigtigste oversættere var biskop af Lincoln, Robert Grosseteste,  og dominikanermunken Wilhelm af Moerbeke  fra Flandern. Begge oversatte fra græsk. Lige før 1210 må nogen have forelæst om aristotelisk naturfilosofi i Paris. Det år blev der nemlig afholdt et kirkemøde, der forbød både offentlig og privat undervisning i aristotelisk naturfilosofi ved Sorbonne. En gruppe teologer har nok frygtet, at den var en trussel mod den kristne tro. Da studierne ved universitetet i Paris blev omorganiseret i 1215, blev forbuddet opretholdt. Men samtidig tillod de kirkelige myndigheder forelæsninger om Aristoteles’ logik og etik; og nogle år senere reklamerede universitetet i Toulouse med undervisning i de skrifter af Aristoteles, der var forbudt i Paris. I 1231 nedsatte pave Gregor 9. et udvalg på tre, der skulle undersøge skrifterne og rense dem for vranglære. Men mere hørte man ikke om den sag; og i 1255 foreskrev statutterne for det filosofiske fakultet ved Paris-universitetet undervisning i nærmest alle kendte aristoteliske skrifter. Hans filosofi var nu fast etableret både i Paris og Oxford, og snart blev filosofi undervisning synonymt med undervisning i Aristoteles. Mest strid var der om hans syn på verdens ophav (uden begyndelse), på sjælen (den individuelle sjæl er ikke udødelig) og hans gudsbegreb (Gud er uden omsorg for verden og menneskene). Menneskelivets mål er for Aristoteles den højeste visdom og lykke, fremkommet ved filosofisk virksomhed; mens den kristne forestilling om visdom og lykke drejer sig om erkendelse af Gud, og forening med ham gennem et fromt liv. Da Siger af Brabant  hævdede, at et liv i intellektuel dyd er det mest fuldkomne liv, blev det i 1277 fordømt af Etienne Tempier, biskop af Paris, da han offentliggjorde en liste over 219 sætninger, der indeholdt vildfarne opfattelser. Siger af Brabant og hans meningsfæller ved Paris-universitetet holdt fast ved den kristne tro; kun fremhævede de filosoffen, snarere end præsten, som den bedste vejleder og lærer. Heraf ses, at filosofien var begyndt at søge løsrivelse fra sin nedarvede tilknytning til teologien.

## I Danmark
Aristoteles har haft en betydelig indflydelse på dansk filosofi og intellektuel tradition. Hans tanker blev introduceret i Danmark gennem den middelalderlige skolastiske periode, hvor filosofi og teologi var nært forbundet. Middelalderens danske lærde studerede Aristoteles' værker som en del af deres uddannelse og intellektuelle dannelse.
I renæssancen fortsatte interessen for Aristoteles, da humanister som for eksempel Niels Hemmingsen og Anders Sørensen Vedel studerede og kommenterede hans tekster. Aristoteles' etik og politiske filosofi var særligt vigtige i denne periode.
I det 19. og 20. århundrede blev Aristoteles genstand for omfattende studier inden for dansk filosofi. Filosoffer som Søren Kierkegaard og hans efterfølgere, herunder Harald Høffding og Knud Ejler Løgstrup, indarbejdede elementer af Aristoteles' tanker i deres egne filosofiske systemer. Kierkegaard, som er kendt for sin eksistentielle filosofi, var dog også kritisk over for visse aspekter af Aristoteles' rationalisme. Blandt de nulevende danskere, der har skrevet bøger om Aristoteles, er Mogens Herman Hansen.

## Kritikere af Aristoteles
Immanuel Kant: Kant kritiserede Aristoteles' metafysiske begreber, især ideen om substans og essens. Han argumenterede for, at disse begreber var uklare og ikke kunne tjene som grundlag for en systematisk og universel filosofi.
Francis Bacon: Bacon, der var en pioner inden for videnskabelig metode, kritiserede Aristoteles' deduktive tilgang og understregede betydningen af empirisk observation og induktivt ræsonnement i videnskaben.
Galileo Galilei: Galilei var en vigtig figur inden for den videnskabelige revolution og kritiserede Aristoteles' geocentriske verdensbillede. Galilei's observationer med teleskopet støttede Copernicus' heliocentriske model og udfordrede dermed Aristoteles' kosmologi.
Karl Marx: Marx kritiserede Aristoteles' politiske filosofi og ideen om naturret. Han mente, at Aristoteles' syn på slaveri og hans sociale hierarkier var i strid med en mere egalitær og materialistisk tilgang til samfundet.
Friedrich Nietzsche: Nietzsche kritiserede Aristoteles' etiske system, især dydsetik, og mente, at det var en manifestation af en slave-moral. Han søgte at udfordre traditionelle etiske normer og opfordrede til en genovervejelse af værdier.

### Oversættelser
- Tre naturfilosofiske skrifter. Forlaget Klim. ISBN 9788771293739 (2015). (Indeholder Om Sansning, Om Liv og Død og Om Levende Væseners Bevægelse.)
- Retorik (1983). Museum Tusculanum Forlag
- Aristoteles' Forelæsning over Fysik – I-IV – om det Værende, Stof og Form, Aarsag og Virkning, Rum og Tid (1999). Gyldendal
- Om tilblivelse og tilintetgørelse – De generatione et corruptione (2004).
- Poetikken.
  - Aristoteles (1970), Om digtekunsten, København: Gyldendal, ISBN 87-00-60761-4, OL 20890021M, Wikidata  Q108838054 
  - Hans Reitzels Forlag
  - Aristoteles (2004), Poetikken, Det lille forlag, ISBN 978-87-91220-08-1, Wikidata  Q108837911  Oversat af Niels Henningsen
- Politik (2023). København: Hans Reitzels forlag. ISBN 9788702380132. Oversat af Esben Korsgaard Rasmussen.
- Aristoteles om hukommelse. (2007) Oversættelse af Om hukommelse og genkaldelse med indledning og kommentar af David Bloch.
- Etikken. (2007) (Den nikomacheiske etik). Det lille Forlag.
- Metafysik (2021). Forlaget Klim. ISBN 9788772043623. Oversat af Michael Vernersen.

### Kommentarlitteratur
- Broadie, S. (1993). Ethics with aristotle. Oxford University Press
- Christensen, Anne-Marie Søndergaard (2013): “Moderne dydsetik. Arven fra Aristoteles”. Aarhus Universitetsforlag
- Christensen, S. (2018). Midtens ekstremisme - om tænksomt begær og regelløs fornuft hos Aristoteles. Slagmark - Tidsskrift for idéhistorie, (20), 53–64
- Fink, J. L. (2007). Aristoteles og alle de andre platonikere. Slagmark - Tidsskrift for idéhistorie, (49), 186–189.

- Hansen, Mogens Herman (2013): “Aristoteles”. Djøf
- Holst, Jonas (2010). Psyke og logos – to tilgange til Aristoteles’ lære om sjælen. Psyke & Logos, 31(1), 15.
- Kenny, A. (2016). The Aristotelian Ethics: A study of the relationship between the Eudemian and Nicomachean ethics of Aristotle. Oxford University Press.
- Lev, A. (2008) Filosofisk og politisk tænkning hos Aristoteles, Museum Tusculanums Forlag.
- Simpson, P. L. (2014). The great ethics of Aristotle. Transaction Publishers.
- Stiegen, A. (1964) Aristoteles. Købehavn: Berlingske.
- Sørensen, A. D. (2017): Aristoteles fra lægekunst til livskunst. Det Kongelige Bibliotek.

## Fodnoter
1. ↑  Navnet er anført på engelsk og stammer fra Wikidata hvor navnet endnu ikke findes på dansk.
2. ↑  Navnet er anført på engelsk og stammer fra Wikidata hvor navnet endnu ikke findes på dansk.
3. ↑  Aristotle | Biography, Works, Quotes, Philosophy, Ethics, & Facts | Britannica
4. ↑  "Aristotle biography". Arkiveret fra originalen 11. maj 2018. Hentet 25. maj 2018.
5. 1 2  Aristotle Biography - Biography
6. 1 2  Greek Medicine: Aristotle
7. ↑  Tollefsen, Syse og Nicolaisen: Tenkere og ideer (s. 115-6), forlaget Gyldendal, Oslo 2002, ISBN 82-417-0966-8
8. ↑  Simpson 2014
9. ↑  Aristotle’s Ethics (Stanford Encyclopedia of Philosophy)
10. ↑  “Aristoteles fra lægekunst til livskunst”, 2017
11. ↑  Gross 2000
12. ↑  Gross, A. G., & Walzer, A. E. (Eds.). (2000). Rereading Aristotle's Rhetoric. SIU Press.
13. ↑  Vejen til fysik, Knud Erik Nielsen og Esper Fogh, 2005, s. 142
14. ↑  Ball, P. (2004). The Elements: A Very Short Introduction. Very Short Introductions. OUP Oxford. p. 33. ISBN 9780191578250.
15. ↑  Teach Astronomy - Aristotle and Geocentric Cosmology
16. ↑  Tollefsen, Syse og Nicolaisen: Tenkere og ideer (s. 159-60)
17. ↑  Commentators on Aristotle > Andronicus of Rhodes (Stanford Encyclopedia of Philosophy)
18. ↑  Alexander of Aphrodisias (Stanford Encyclopedia of Philosophy)
19. ↑  Tollefsen, Syse og Nicolaisen: Tenkere og ideer (s. 160)
20. ↑  Augustin Arkiveret 12. maj 2014 hos  Wayback Machine, David Bloch: Aristoteles, Augustin og Robert Grosseteste om videnskabens grundprincipper
21. ↑  Tollefsen, Syse og Nicolaisen: Tenkere og ideer (s. 206-8)
22. ↑  Tollefsen, Syse og Nicolaisen: Tenkere og ideer (s. 210-11)
23. ↑  Robert Grosseteste (Stanford Encyclopedia of Philosophy)
24. ↑  William of Moerbeke | Belgian archbishop | Britannica.com
25. ↑  Siger De Brabant | Belgian philosopher | Britannica.com
26. ↑  Tollefsen, Syse og Nicolaisen: Tenkere og ideer (s. 211-12)
27. ↑  Kierkegaard 2002
28. ↑  Hansen 2013
29. ↑  Kant 2002
30. ↑  Bacon 2010
31. ↑  Galilei 2001
32. ↑  Marx 1976
33. ↑  Nietzsche 1994

- Wikimedia Commons har flere filer relateret til Aristoteles